# Sky Ferreira
Sky Tonia Ferreira (Los Angeles, 8 de Julho de 1992) é uma cantora, compositora, modelo e atriz estadunidense de ascendência ameríndia e luso-brasileira. Seu primeiro EP, AS IF!, foi lançado digitalmente no dia 22 de Março de 2011. Já o seu segundo miniálbum, Ghost, foi lançado em 16 de Outubro de 2012 e obteve diversas críticas positivas.
Posteriormente, seu single "Everything Is Embarrassing" foi escolhido como uma das melhores músicas de 2012 pelas publicações do Pitchfork Media, do The Guardian, do Los Angeles Times, do Spin e da New York Magazine. No ano seguinte, lançou seu único LP até ao momento, Night Time, My Time.
Ferreira também representa, tendo-se estreado no cinema em 2013, no filme The Green Inferno, de Eli Roth.

## Biografia
Sky Ferreira é descendente de portugueses e brasileiros. Cantava música gospel na igreja, e sua família era amiga do cantor pop Michael Jackson, como ela mesma afirmou em uma entrevista BBC Radio 1's Newsbeat: "Quando eu nasci, fui criada em torno dele, eu sempre o vi, eu tinha férias com ele. e coisas assim.[carece de fontes?] Aos treze anos de idade, ela começou a ter aulas de ópera para refinar sua voz cantando. Ela passou os próximos anos mantendo um perfil no Myspace onde ela enviou vários demos de faixas de composições próprias. Pouco antes de seu décimo quinto aniversário, ela chamou a atenção da dupla sueca Bloodshy & Avant, contactando-os através do site de rede social. Os produtores ficaram impressionados e, posteriormente, decidiram trabalhar com ela. Ferreira afirmou que ela foi abusada sexualmente na adolescência, duas vezes, envolvendo em primeiro lugar, um vizinho, e em segundo lugar em um incidente que envolveu um estranho que tinha invadido a casa dela. Em uma entrevista para a Rookie Magazine, Ferreira disse: "Eu nunca disse nada [sobre publicamente] porque eu não quero que isso me defina, mas eu sinto que é apropriado dizer algo [aqui]. As pessoas se sentem como se isso te definisse, e isso não acontece. É realmente lamentável e repugnante, mas isso não faz de você quem você é. Sky saiu da escola depois de completar seu segundo ano.

## Estilo musical
Ferreira é principalmente uma cantora de synthpop, mas também há elementos de dance-pop e eletropop incorporados, principalmente visto em faixas do As If! e Ghost, estes também tem incluídos elementos new wave e acústico. Seu conteúdo lírico originalmente constitui temas de rebelião e romance adolescente; Andrew Unterberger do Popdust opinou que "17" "reproduz o conto foi-girl-selvagem como uma história quase de horror, claramente destinado ao choque e chateada", embora salientando que "One", Sky apresenta uma robô lamentando a quebra de conexão em um relacionamento, e sua própria incapacidade de sentir qualquer coisa como resultado". Como sua carreira progrediu, Ferreira usou mais frequentemente elementos de indie rock, que são comumente ouvidas em seu álbum de estréia Night Time, My Time. Julianne Escobedo Shepherd da Rolling Stone escreveu que Ferreira "tem canções que são cativantes, mas elas também são densamente envidraçada com fuzz e sintetizadores, evocando influências como o suicídio, Siouxsie Sioux e o grupo de krautrock Harmonia". Karolina Ramos do The GW Hatchet comparou Sky com a artista da Nova Zelândia Lorde, tanto de quem se sentia "enfrentar amor contemporâneo, desejo e insegurança com a profundidade, serenidade e franqueza." Ela comparou seu estilo musical para a música dos anos 1980 pop, e observou que "ela tem vocais sensuais que lembram Lana del Rey, abandonando o brilho e a vivacidade de um tom mais frio. Ainda assim, Ferreira pode deixar cair a borda, com faixas mais suaves como "Sad Dream" apresentando seu alcance vocal e suavidade raramente observado". Andrew Unterberger afirmou que "através de uma variedade de singles, EPs, recursos de clientes e apresentações ao vivo, Sky provou-se uma das cantoras mais talentosas, compositores criativos e colaboradores experientes atualmente trabalhando no gênero", mas culpou "mau marketing, disputas de gravadora e seu próprio perfeccionismo" para o atraso prolongado de Night Time, My Time; Ele também afirmou que a mudança de nome repetido do próprio record "deve dar-lhe uma ideia das questões de identidade musicais que ela sofreu ao longo dos anos". Depois de estabelecer uma amizade com a artista de gravação Miley Cyrus em 2013, Gregory E. Miller do New York Post observou que os meios de comunicação e público em geral continuaria seguindo todos os seus movimentos". Ferreira comentou que "Eu conheci Miley Cyrus através do Twitter. Ela me seguiu e depois eu percebi que ela estava trabalhando com Terry (Richardson) e que ela era muito legal e então nós apenas começamos a conversar e ela me convidou para sua festa de lançamento de seu novo álbum. Foi muito divertido e ela é muito inteligente. As pessoas estão totalmente com ela. Foi bom estar perto de alguém que não é competitivo – meninas podem ser tão competitivas – ou preocupadas sobre como agir. Ela não se importava com quem eu era, alguém que não estava me julgando pela primeira vez." Ferreira é também uma feminista, que influenciou o seu trabalho; ela disse: "Sinto como se estivesse fazendo um mal trabalho como feminista se não deixar alguém bravo".

### Influências
Ferreira é musicalmente influenciada por Emma Bunton , Michael Jackson, Prince, Britney Spears, Blondie, Elton John, David Bowie, Serge Gainsbourg, Meja, Lil' Kim, Madonna, Gwen Stefani, Alice Cooper, Nancy Sinatra e The Runaways.

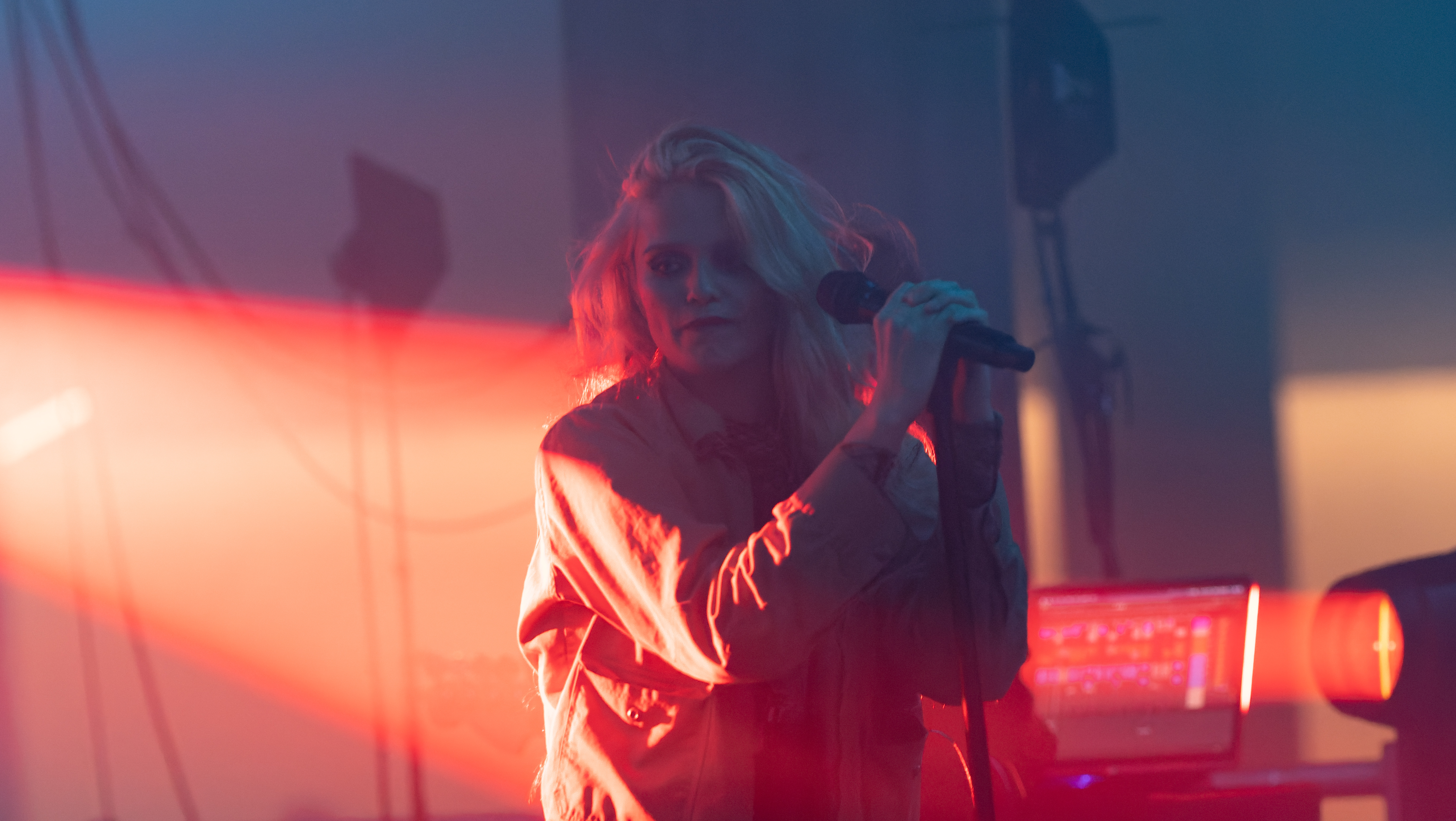
Sky em 2022

## Shows no Brasil
Em 2014 Ferreira veio ao Brasil para divulgar seu álbum de estréia intitulado '''Night Time, My Time'''. Ferreira se apresentou no Cine Joia, em São Paulo. A cantora se apresentou dentro de um evento do Club NME no dia 11 de junho.

## Filantropia
Em julho de 2014, Ferreira se apresentou no Music Hall of Williamsburg, em Nova York em benefício da David Lynch Foundation. Ferreira anunciou que os fundos arrecadados: "Vão em direção a Transcendental Meditation Technique (TM), os programas para estudantes em risco, veteranos com TEPT, as mulheres que são vítimas de violência doméstica, nativo-americanos que sofrem de diabetes e os sem-teto." De sua própria prática, ela disse, "a TM meio que salvou minha vida".

## Discografia

### Álbuns De Estúdio
- Night Time, My Time (2013)[24]

### Extended plays
- AS IF! (2011)[24]
- Ghost (2012)[25]

### Singles
- 2010: "17"
- 2010: "One" (#64 no UK)[26]
- 2010: "Obsession" (#37 no US Hot Dance/Club Songs)
- 2011: "Sex Rules"
- 2012: "Red Lips"
- 2012: "Everything Is Embarrassing"
- 2012: "Sad Dream"
- 2013: "Lost In My Bedroom"
- 2013: "You're Not The One"
- 2013: "Night Time, My Time"
- 2014: "I Blame Myself"
- 2019: "Downhill Lullaby"
- 2022: "Don't Forget"

## Filmografia
| Título               | Ano  | Papel            |
| -------------------- | ---- | ---------------- |
| A Cross the Universe | 2008 | Ela mesma        |
| Putty Hill           | 2010 | Jenny            |
| The Wrong Ferarri    | 2011 | Ela mesma        |
| IRL                  | 2013 | Angel            |
| The Green Inferno    | 2013 | Kaycee           |
| Elvis & Nixon        | 2015 | Charlotte        |
| The Trust            | 2015 | mulher           |
| Baby Driver          | 2017 | Baby's Mom       |
| Curious Females      | 2017 | Crystal          |
| Lords of Chaos       | 2018 | Ann-Marit        |
| American Woman       | 2018 | Bridget Callahan |
| Alone at Night       | 2022 | Stacy            |
| Reptile              | 2023 | Renee            |

## Televisão
| Título            | Ano  | Papel |
| ----------------- | ---- | ----- |
| Twin Peaks        | 2017 | Ella  |
| The Twilight Zone | 2020 | Fiji  |

## Prêmios e indicações
| Ano  | Prêmio                   | Categoria                   | Trabalho nomeado     | Resultado |
| ---- | ------------------------ | --------------------------- | -------------------- | --------- |
| 2012 | Rober Awards Music Prize | Most Promising New Vocalist | Ela mesma            | Indicado  |
| 2014 | MTV Apostas              | Aposta Internacional        | Ela mesma            | Indicado  |
| 2014 | Webby Awards             | Best Music Video            | "You're Not the One" | Venceu    |